# Juan Carlos Mesías
Juan Carlos Mesías (6 luglio 1933 – 21 aprile 2002) è stato un calciatore uruguaiano, di ruolo difensore.

## Carriera

### Club
Giocò nel campionato uruguaiano e argentino.

### Nazionale
Nel 1959 partecipò con l'Uruguay ad entrambe le edizioni del Campeonato sudamericano che si tennero quell'anno, vincendo il torneo ecuadoriano.

## Palmarès

### Nazionale
- Coppa America: 1

Ecuador 1959